# 鳳誠三郎
鳳 誠三郎（ほう せいざぶろう、1912年〈大正元年〉9月16日  - 2005年〈平成17年〉1月10日）は、日本の工学者。東京大学工学部教授。成蹊大学工学部教授。電気学会第60代会長。
専門は電気工学で、放電に関する多岐にわたる研究に携わった。
鳳秀太郎の三男、与謝野晶子の甥。

## 来歴
- 1936年（昭和11年 4月） 東京帝國大學工学部電気工学科卒業[4]。同大學に専任講師として奉職。
- 1972年（昭和47年 4月） 放電学会会長就任。
- 1973年（昭和48年 3月） 東京大学を退官。（電気工学科教授）
- 1973年 (昭和48年 ） 一般社団法人電気学会会長に就任、1974年（昭和49年）まで。
- 1981年（昭和56年 4月） 成蹊大学工学部名誉教授称号授与。
- 1986年（昭和60年12月） 服部報公会[5] 理事長に就任
- 2005年（平成17年 1月） 逝去。

## 注・出典
1. ↑  読み方を文化人名録に合わせる。Web NDL Authorities
2. ↑  鳳誠三郎「会長演説」『電氣學會雜誌』第93巻第7号、電気学会、1973年、583-587頁、doi:10.11526/ieejjournal1888.93.583。
3. ↑  電気系同窓会・歴史アーカイブ 【17号】放電屋放談／鳳 誠三郎
4. ↑  鳳誠三郎『衝撃電圧に関する研究並びに電弧の特性に関する研究』東京帝国大学工学部〈種別:卒業論文〉、1936年。hdl:2261/66778。
5. ↑  服部金太郎が1930年（昭和5年）に発明・研究・学術奨励を目的として設立。

| 学職            | 学職                                  | 学職          |
| --------------- | ------------------------------------- | ------------- |
| 先代 平井寛一郎 | 電気学会会長 第60代： 1973年 - 1974年 | 次代 吉山博吉 |